# Aïssa Mandi
Aïssa Mandi (arabisch عيسى ماندي, DMG ʿĪsā Mānadī; * 22. Oktober 1991 in Châlons-en-Champagne) ist ein französisch-algerischer Fußballspieler, der seit 2024 beim OSC Lille in der Ligue 1 unter Vertrag steht.

## Karriere

### Verein
Aïssa Mandi stammt aus der Champagne im Nordosten Frankreichs und schloss sich 2000 der Jugendabteilung von Stade Reims an. Bereits mit 17 Jahren wurde er in der zweiten Mannschaft eingesetzt, die in der zweithöchsten Amateurliga spielte. In der Saison 2009/10 kam er dort schon regelmäßig zum Einsatz und durfte einmal auch in der ersten Mannschaft spielen. Diese spielte damals noch in der dritten französischen Liga, schaffte aber den Aufstieg.
In der Ligue 2 stand Mandi im folgenden Jahr von Anfang an im Profikader und kam auch zu zwei Einsätzen, spielte dann aber den größeren Teil der Saison in der zweiten Mannschaft, bevor er zum Saisonende zurückkehrte und in den letzten vier Partien sogar Stammspieler wurde. In der Saison 2011/12 war der Abwehrspieler dann fester Bestandteil der Mannschaft, der nach über 30 Jahren die Rückkehr von Stade Reims in die höchste Spielklasse in Frankreich gelang. Auch in der Ligue 1 konnte er mühelos mithalten und etablierte sich als rechter Verteidiger im Team. Auf 29 Einsätze kam er in dieser Saison und verlängerte anschließend seinen Vertrag bei Reims bis 2017.
In den folgenden drei Jahren blieb er Stammspieler in Reims. Das Team setzte sich im Mittelfeld der ersten französischen Liga fest und Mandi spielte im Schnitt über 30 Spiele pro Saison. 2014/15 übernahm er mehrmals die Kapitänsbinde und 2015 wurde er offizieller Mannschaftskapitän. Gleichzeitig wechselte er von der Außenposition in die Innenverteidigung. 
2016 bekam er ein Angebot von Betis Sevilla und wechselte noch vor Ablauf seines Vertrags in die spanische Primera División. Er unterschrieb bei den Südspaniern bis 2021. Er behauptete sich als Stammspieler in der Innenverteidigung und kam trotz zweier Verletzungspausen auf 26 Spiele in seinem ersten Jahr. Das Team beendete die Saison auf Platz 15 der Tabelle.
Nachdem sein Vertrag im Sommer 2021 ausgelaufen war, wechselte er ligaintern zum FC Villarreal.
Im Sommer 2024 folgte ein weiterer Wechsel zum OSC Lille.

### Nationalmannschaft
Nachdem sich Aïssa Mandi erfolgreich in der 1. Liga Frankreichs gezeigt hatte, wurde man auch in der algerischen Nationalmannschaft aufmerksam. Ein halbes Jahr vor der Fußball-Weltmeisterschaft 2014 wurde er mit 22 Jahren erstmals zu einem Länderspiel eingeladen, kam aber nicht zum Einsatz. Es dauerte noch bis zum 5. März 2014, bis er gegen Slowenien sein Debüt im Nationaltrikot über die volle Spielzeit gab. Nach nur einem weiteren Freundschaftsspiel wurde er Anfang Juni in den 23-Mann-Kader für die WM aufgenommen.
Danach blieb er Stammspieler in der Afrika-Cup-Qualifikation. Die 5 Spiele, an denen er beteiligt war, gewann das Team und in der Endrunde kam Algerien bis ins Viertelfinale. Die nächste WM-Qualifikation gelang nicht, aber in der nächsten Afrika-Cup-Qualifikation war die Mannschaft mit seiner Beteiligung wieder erfolgreich. In einem Vorbereitungsspiel für das Hauptturnier gegen Mauretanien am 7. Januar 2017 trug Mandi erstmals die Kapitänsbinde und beim Cup war er offizieller Kapitän. Allerdings blieb das Team in der Gruppenphase sieglos und schied aus.
2019 gewann er mit der Mannschaft durch ein 1:0 im Finale gegen Senegal den Afrika-Cup und kam dabei in sechs Turnierspielen zum Einsatz.

## Erfolge
- Afrikameister: 2019